# حديقة القره بوللي الوطنية
حديقة القره بوللي الوطنية هي حديقة وطنية في ليبيا بالقرب من العاصمة طرابلس، في مدينة القربولي، تأسست في عام 1992 وتغطي مساحة من 8,000 هكتار (20,000 أكر).

## الوصف
تبلغ مساحة المنطقة المحمية منذ عام 1992 8,000 هكتار (20,000 أكر)، وتضم مناطق ساحلية على البحر الأبيض المتوسط. تشتهر هذه المنطقة بالكثبان الرملية والشواطئ والمنحدرات الشاهقة. سُجّل 100 نوع من الطيور فيها، مما جعلها الآن ملاذًا مخصصًا للطيور.
في الماضي، كانت العديد من الثدييات الأفريقية تعيش في هذه المنطقة. كما تحتوي على غابة كثيفة من الأشجار تنمو بشكل طبيعي مثل أشجار السدر والرتم والقندول. تتركز السياسة المستقبلية لهذه المحمية على التركيز على حماية الغطاء النباتي، مع إمكانية الاستفادة منه في إنشاء بعض المشاريع الاستثمارية والإنتاجية التي لا تضر بالبيئة، مثل تربية النحل والطيور.

## روابط خارجية
- the worlds national parks
- Worldatlas
- Protected Planet